# زولتان بالوج
زولتان بالوج (بالمجرية: Balog Zoltán)‏ هو لاعب كرة قدم مجري، ولد في 22 فبراير 1978 في Békés ‏ في المجر. لعب مع رويال أنتويرب ونادي بكسكابا 1912 إلوره ونادي فيبورج ونادي فيرينتسفاروشي.

## وصلات خارجية
- زولتان بالوج على موقع قاعدة بيانات كرة القدم.إي يو (الإنجليزية)
- زولتان بالوج على موقع ناشيونال فوتبول تيمز (الإنجليزية)
- زولتان بالوج على موقع Soccerway.com (الإنجليزية)